# Sponville
Pour l’article homonyme, voir André Comte-Sponville.
Sponville est une commune française située dans le département de Meurthe-et-Moselle en région Grand Est.

## Géographie

### Localisation
Sponville est située dans la partie nord du parc naturel régional de Lorraine à environ 70 km au nord-ouest de Nancy.

### Hydrographie

#### Réseau hydrographique
La commune est dans le bassin versant du Rhin au sein du bassin Rhin-Meuse. Elle est drainée par le ruisseau de Xonville, le ruisseau des Parrois, le ruisseau du Neuf Étang et l'Yron,.
Le ruisseau des Parrois, d'une longueur de 14 km, prend sa source dans la commune de Vigneulles-lès-Hattonchâtel et se jette  dans l'Yron à Latour-en-Woëvre, après avoir traversé cinq communes. 

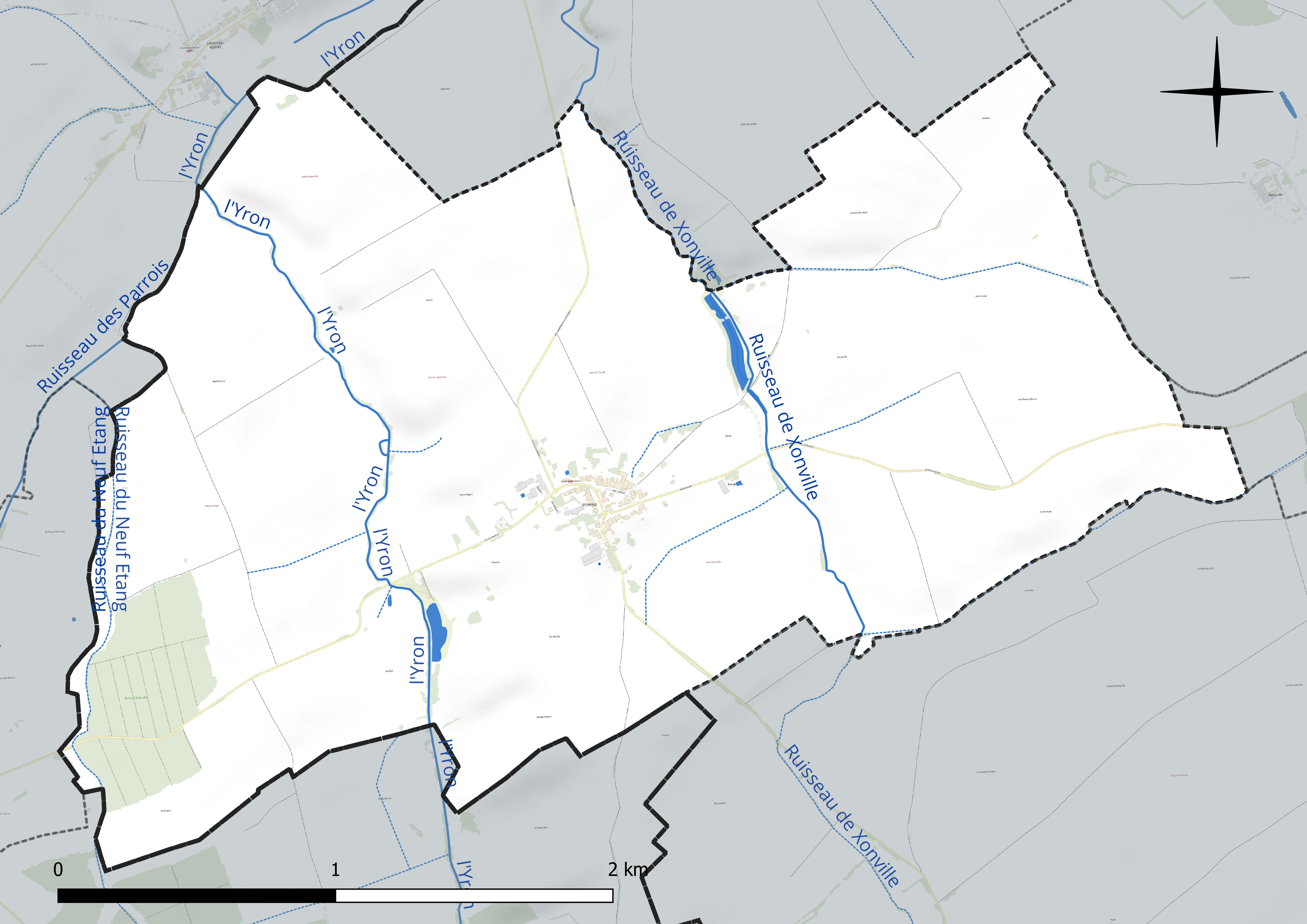
Réseau hydrographique de Sponville.

#### Gestion et qualité des eaux
Le territoire communal est couvert par le schéma d'aménagement et de gestion des eaux (SAGE) « Bassin ferrifère ». Ce document de planification concerne le périmètre des anciennes galeries des mines de fer, des aquifères et des bassins versants hydrographiques associés qui s’étend sur 2 418 km2. Les bassins versants concernés sont celui de la Chiers en amont de la confluence avec l'Othain, et ses affluents (la Crusnes, la Pienne, l'Othain), celui de l'Orne et ses affluents et celui de la Fensch, le Veymerange, la Kiesel et les parties françaises du bassin versant de l'Alzette et de ses affluents (Kaylbach, ruisseau de Volmerange). Il a été approuvé le 27 mars 2015. La structure porteuse de l'élaboration et de la mise en œuvre est la région Grand Est. 
La qualité des cours d’eau peut être consultée sur un site dédié géré par les agences de l’eau et l’Agence française pour la biodiversité. 

### Climat
Pour des articles plus généraux, voir Climat du Grand Est et Climat de Meurthe-et-Moselle.
En 2010, le climat de la commune est de type climat des marges montargnardes, selon une étude du Centre national de la recherche scientifique s'appuyant sur une série de données couvrant la période 1971-2000. En 2020, Météo-France publie une typologie des climats de la France métropolitaine dans laquelle la commune est dans une zone de transition entre le climat océanique altéré et le climat océanique altéré et est dans la région climatique  Lorraine, plateau de Langres, Morvan, caractérisée par un hiver rude (1,5 °C), des vents modérés et des brouillards fréquents en automne et hiver. 
Pour la période 1971-2000, la température annuelle moyenne est de 9,6 °C, avec une amplitude thermique annuelle de 16,7 °C. Le cumul annuel moyen de précipitations est de 807 mm, avec 12,5 jours de précipitations en janvier et 9,1 jours en juillet. Pour la période 1991-2020, la température moyenne annuelle observée sur la station météorologique de Météo-France la plus proche, « Doncourt-lès-Conflans », sur la commune de Doncourt-lès-Conflans à 11 km à vol d'oiseau, est de 10,7 °C et le cumul annuel moyen de précipitations est de 710,3 mm. 
La température maximale relevée sur cette station est de 40,9 °C, atteinte le 25 juillet 2019 ; la température minimale est de −16,5 °C, atteinte le 26 décembre 2010,,. 
Les paramètres climatiques de la commune ont été estimés pour le milieu du siècle (2041-2070) selon différents scénarios d'émission de gaz à effet de serre à partir des nouvelles projections climatiques de référence DRIAS-2020. Ils sont consultables sur un site dédié publié par Météo-France en novembre 2022.

## Urbanisme

### Typologie
Au 1er janvier 2024, Sponville est catégorisée commune rurale à habitat dispersé, selon la nouvelle grille communale de densité à sept niveaux définie par l'Insee en 2022.
Elle est située hors unité urbaine. Par ailleurs la commune fait partie de l'aire d'attraction de Metz, dont elle est une commune de la couronne,. Cette aire, qui regroupe 245 communes, est catégorisée dans les aires de 200 000 à moins de 700 000 habitants,.

### Occupation des sols
L'occupation des sols de la commune, telle qu'elle ressort de la base de données européenne d’occupation biophysique des sols Corine Land Cover (CLC), est marquée par l'importance des territoires agricoles (92,5 % en 2018), une proportion identique à celle de 1990 (92,5 %). La répartition détaillée en 2018 est la suivante : terres arables (71,9 %), prairies (20,6 %), forêts (4 %), zones urbanisées (3,5 %). L'évolution de l’occupation des sols de la commune et de ses infrastructures peut être observée sur les différentes représentations cartographiques du territoire : la carte de Cassini (XVIIIe siècle), la carte d'état-major (1820-1866) et les cartes ou photos aériennes de l'IGN pour la période actuelle (1950 à aujourd'hui).

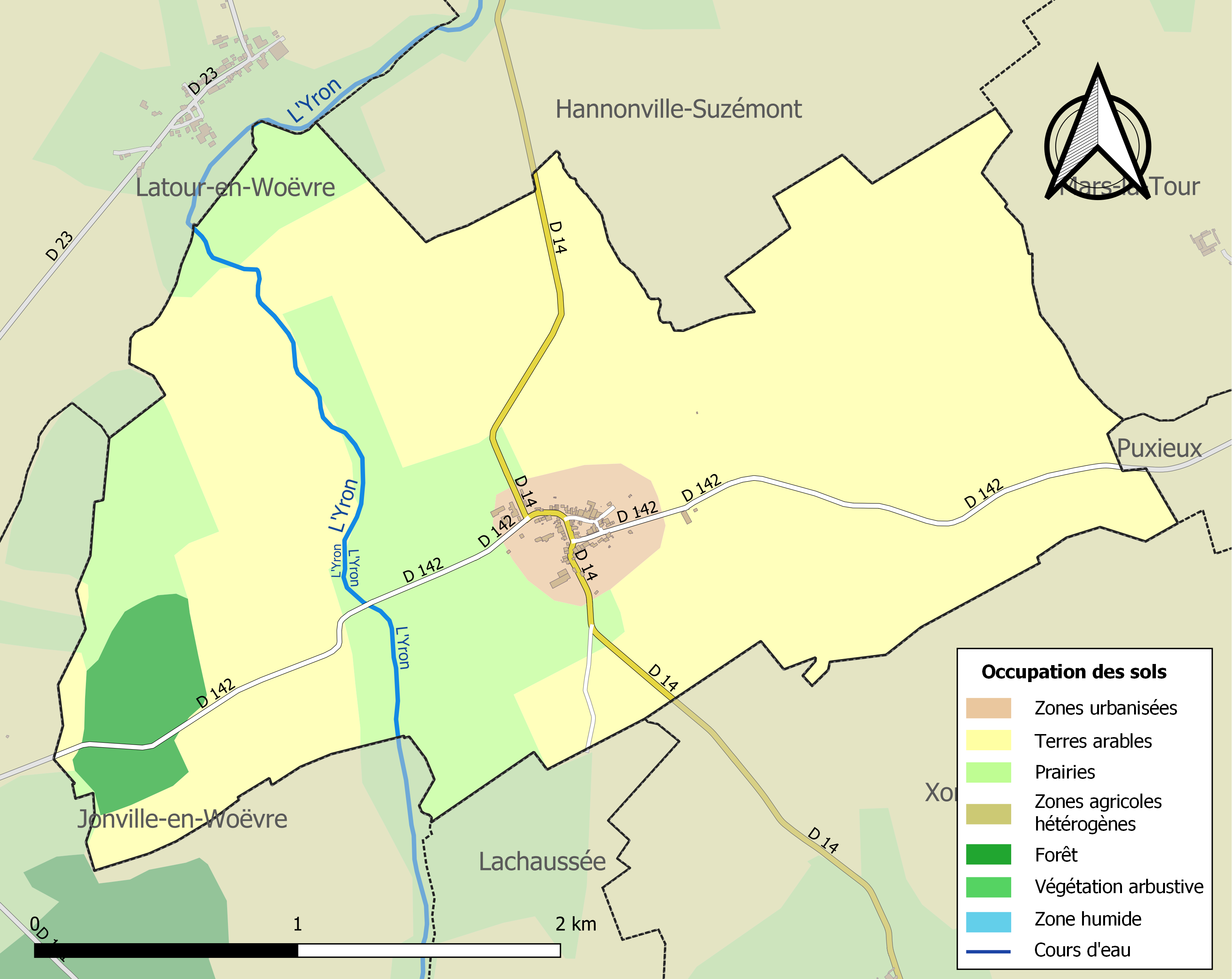
Carte des infrastructures et de l'occupation des sols de la commune en 2018 (CLC).

## Toponymie
Le nom de la localité est attesté sous les formes Cipponis villa (754), Cipponivilla, Cipionevilla (763), Cipponevilla (885), Finis Ceponiaca (912), Cipunville (1240), Seponville (1290), Sponville (1299), Ponville (XIVe siècle), Syponville (1370), Esponville (1440), Esponville (1448), Espouelle (1463), Sponvilla, Ponvilla, Spoville, Neulan seu Sponville (1544).
Étymologiquement, le nom de la commune vient du latin Cipponis villa, signifiant « le village aux six ponts ».

## Histoire
Sponville est un village de l'ancienne province des Trois-Évêchés (bailliage de Metz), dépendant de l'abbaye de Gorze.

## Politique et administration
| Période                                  | Période                   | Identité                                  | Étiquette | Qualité |
| ---------------------------------------- | ------------------------- | ----------------------------------------- | --------- | ------- |
| Les données manquantes sont à compléter. |                           |                                           |           |         |
| 1961                                     | mars 2008                 | Serge Wahu                                |           |         |
| mars 2008                                | En cours (au 18 mai 2020) | Denis Wahu Réélu pour le mandat 2020-2026 |           |         |

Par arrêté préfectoral de la préfecture de la région Grand-Est en date du 9 décembre 2022, la commune de Sponville a intégré l'arrondissement de Toul au 1er janvier 2023.

## Population et société

### Démographie
L'évolution du nombre d'habitants est connue à travers les recensements de la population effectués dans la commune depuis 1793. Pour les communes de moins de 10 000 habitants, une enquête de recensement portant sur toute la population est réalisée tous les cinq ans, les populations de référence des années intermédiaires étant quant à elles estimées par interpolation ou extrapolation. Pour la commune, le premier recensement exhaustif entrant dans le cadre du nouveau dispositif a été réalisé en 2004.

En 2022, la commune comptait 108 habitants, en évolution de −14,29 % par rapport à 2016 (Meurthe-et-Moselle : −0,13 %, France hors Mayotte : +2,11 %).
| 1793 | 1800 | 1806 | 1821 | 1836 | 1841 | 1861 | 1866 | 1872 |
| ---- | ---- | ---- | ---- | ---- | ---- | ---- | ---- | ---- |
| 253  | 228  | 253  | 219  | 254  | 257  | 300  | 275  | 303  |

| 1876 | 1881 | 1886 | 1891 | 1896 | 1901 | 1906 | 1911 | 1921 |
| ---- | ---- | ---- | ---- | ---- | ---- | ---- | ---- | ---- |
| 325  | 282  | 284  | 262  | 249  | 214  | 208  | 189  | 180  |

| 1926 | 1931 | 1936 | 1946 | 1954 | 1962 | 1968 | 1975 | 1982 |
| ---- | ---- | ---- | ---- | ---- | ---- | ---- | ---- | ---- |
| 171  | 155  | 149  | 141  | 124  | 146  | 123  | 103  | 98   |

| 1990 | 1999 | 2004 | 2006 | 2009 | 2014 | 2019 | 2022 | - |
| ---- | ---- | ---- | ---- | ---- | ---- | ---- | ---- | - |
| 112  | 136  | 124  | 117  | 115  | 122  | 112  | 108  | - |

### Enseignement
Les enfants sont scolarisés à Chambley-Bussières (6 km) pour les primaires, à Jarny (13 km) pour les collégiens et lycéens. Un transport scolaire par cars assure leurs déplacements vers les établissements d'enseignement.

### Santé
Un médecin généraliste et une pharmacie sont disponibles à Mars-la-Tour (7 km).

### Sports
Le terrain de football situé près du cimetière est dédié à un jeune footballeur de la commune, Romain Mourey, décédé en 2002 à l'âge de 18 ans. Son inauguration — ainsi que celle des jeux d'enfants — a lieu le 27 septembre 2003 en présence d'une grande partie des habitants de Sponville ainsi que de Maryse Marion, conseillère générale du canton de Chambley-Bussières, décédée en juillet 2012.

## Économie

### Commerce et artisanat
Sponville est essentiellement rurale ; outre plusieurs exploitations agricoles de type familial, un commerce de transformation laitière est présent sur la commune : Les Délices de Cipponis. Plusieurs commerces de vente directe et de type produits du parc sont disponibles dans les villages environnants. Le magasin de type grande surface le plus proche est à Conflans-en-Jarnisy (17 km).

## Culture locale et patrimoine

### Lieux et monuments
L'église paroissiale Saint-Maximin, édifice daté de 1716 dont le chœur est revoûté au XIXe siècle, remplace l'ancienne église de Neulan qui sert d'église mère aux villages de Sponville et de Xonville jusqu'au début du XVIIIe siècle.
Le monument aux morts, rénové, est inauguré le 8 mai 2015 en présence du doyen du village. Le nom des treize victimes de la Première Guerre mondiale, tombés sur le ban communal, y est inscrit en lettres dorées.

### Équipements culturels
Un ensemble comprenant une salle avec tables et chaises, une cuisine équipée (évier, réfrigérateur, congélateur, appareil de cuisson, tables de préparation), un local de rangement pour la vaisselle et un bloc sanitaire est intégré dans l'immeuble de la mairie. Cet équipement communal est mis à la disposition des habitants pour l'organisation de rencontres festives (repas familiaux privés, soirée dansante du 14-Juillet, etc.) ; il est complété en extérieur par un jeu de quilles pour adultes et des jeux d'enfants.

### Héraldique et logotype
| Blason de Sponville | Blason  | Tranché : au 1er de sinople à la tour d'or ouverte, ajourée et maçonnée de sable, au 2e d'azur au fer de moulin (anille) d'or percé de sable ; à la bande ondée d'argent chargée d'une crosse contournée de gueules, surmontée et soutenue par deux croisettes pattées du même posées à plomb, brochant sur la partition. |
| Blason de Sponville | Détails | Ce blason est inscrit, depuis le 20 février 2002, dans le registre coté Lorraine, à l'association « Maintenance héraldique de France », organisme privé « Sous la Haute Protection de Mgr Le Comte de Paris ». |

Pour créer les armoiries de Sponville, Dominique Larcher, héraldiste amateur de Jarny s'est « inspiré du passé de Sponville trouvé dans les archives à Metz et à Nancy ». Elles sont présentées pour la première fois le 27 septembre 2003 au maire, Serge Wahu, et aux habitants de Sponville réunis à la salle des fêtes communale.
Les symboles de la composition des armoiries sont motivés par le fait que Sponville est un village agricole dont le passé est relié à la terre et l'eau. L'écu (ou blason) comprend :
- une tour qui a existé à l'endroit de l'ancien cimetière au plus haut du village (le vert représente les prés et les champs) ;
- une anille, pièce en fer qui sert à entraîner une meule d'un moulin à vannes alimenté par un étang avec l'eau de l'Yron (le bleu représente l'étang) ;
- la bande ondulée représente l'Yron qui commence à grandir, il est pur (le blanc c'est la source) :
- la crosse abbatiale symbolise l'église saint Maximin patron de la paroisse ;
- les deux croisettes pattées symbolisent l'abbaye de Neulan et le monastère de Dontaines situés sur le territoire communal.

En langage héraldique, ce blasonnement se lit : tranché de sinople et d'azur, au 1 chargé d'une tour d’or, au 2 chargé d'une anille d’or, fasce ondée d’argent chargée d’une crosse de gueules surmontée et soutenue de deux croisettes de gueules.
En plus de l'écu décrit ci-dessus, les armoiries complètes comprennent :
- une couronne murale d'or rappelant l'abbaye de Neulan dont Sponville est l'annexe avant 1716 ;
- les tenants : le paysan à dextre et le cultivateur à senestre montrent que le territoire de la commune est toujours agricole. Les fourches symbolisent l'évolution des outils et des costumes. Le personnage à senestre porte dans ses poches un carnet et un crayon indiquant qu'il gère lui-même ses terres.